# کنست

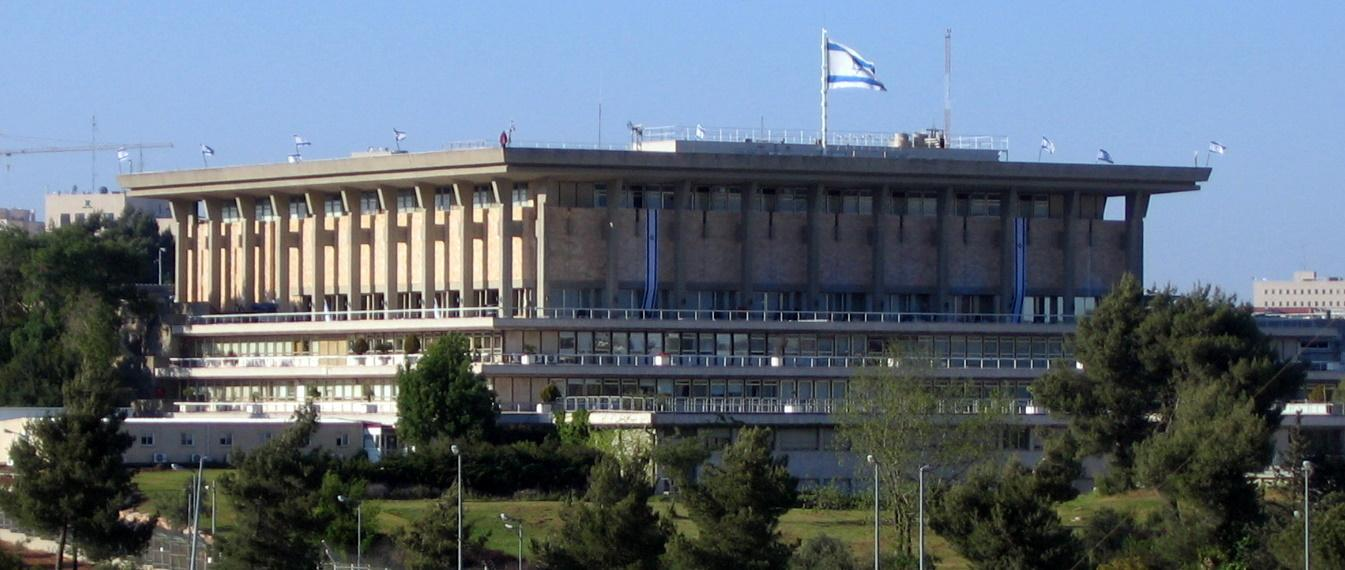
نمایی از جنوب ساختمان کنیست

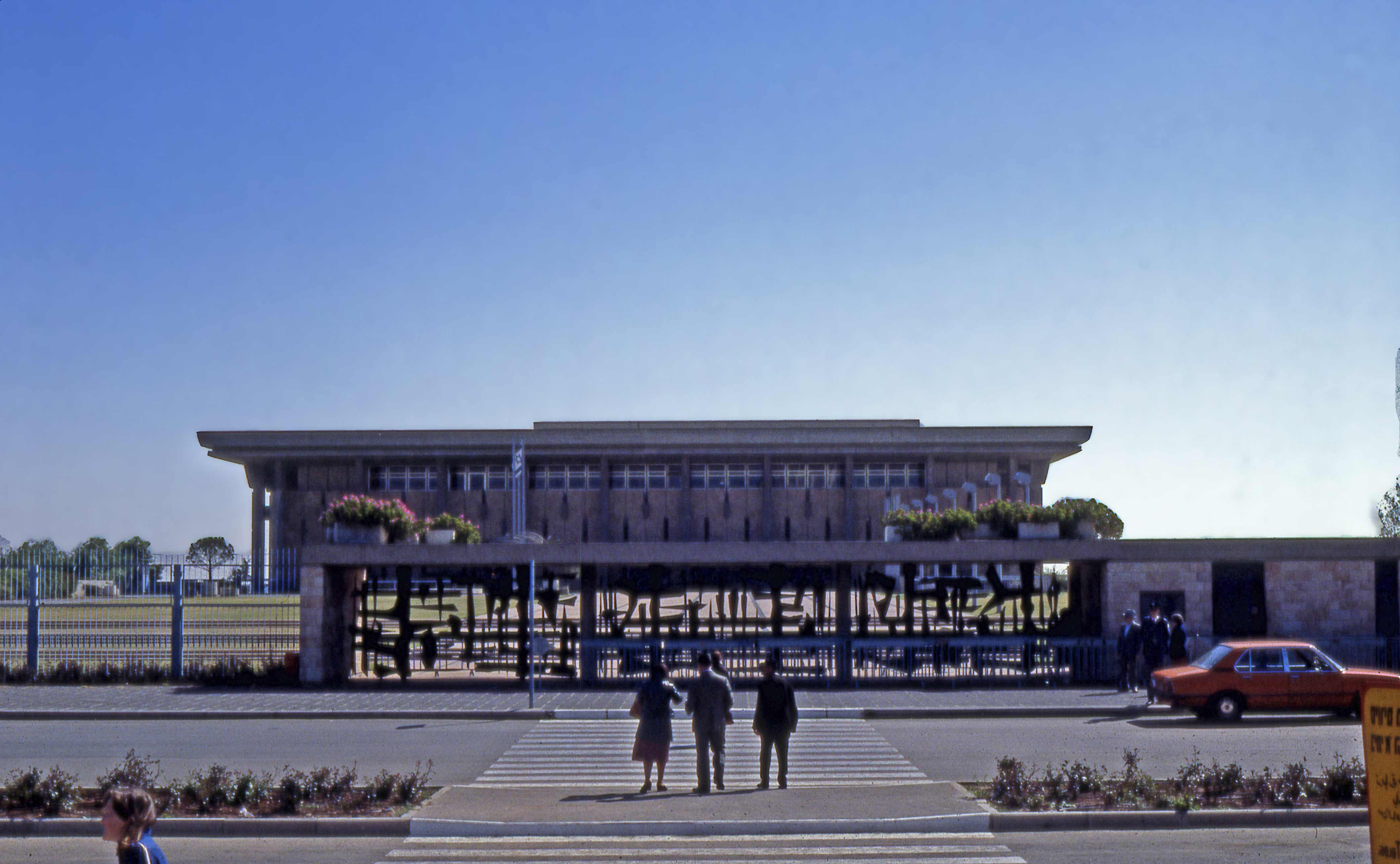
نمایی از درب شمالی ساختمان کنیست

کْنِسِت (به عبری: הכנסת) (به عربی: الكنيست‎) نام پارلمان اسرائیل است که در شهر اورشلیم قرار دارد. کنست دارای ۱۲۰ صندلی است. زبان مباحثات در پارلمان اسرائیل، زبان عبری است، ولی نمایندگان عرب پارلمان می‌توانند به زبان عربی سخن بگویند و بیانات آنان به زبان عبری بلافاصله ترجمه می‌شود. سخنان نمایندگان عبری‌زبان نیز به صورت هم‌زمان به عربی ترجمه می‌شود.
هم‌اکنون «۲۵مین دوره» کنست رسمیت دارد. حدود یک ششم از نمایندگان کنونی را زنان تشکیل می‌دهند. در تاریخ ۱۰ فوریه ۲۰۰۹ میلادی، انتخابات سراسری اسرائیل برای تشکیل ۱۸امین کنست در کشور اسرائیل برگزار شد.

## سیستم انتخاباتی

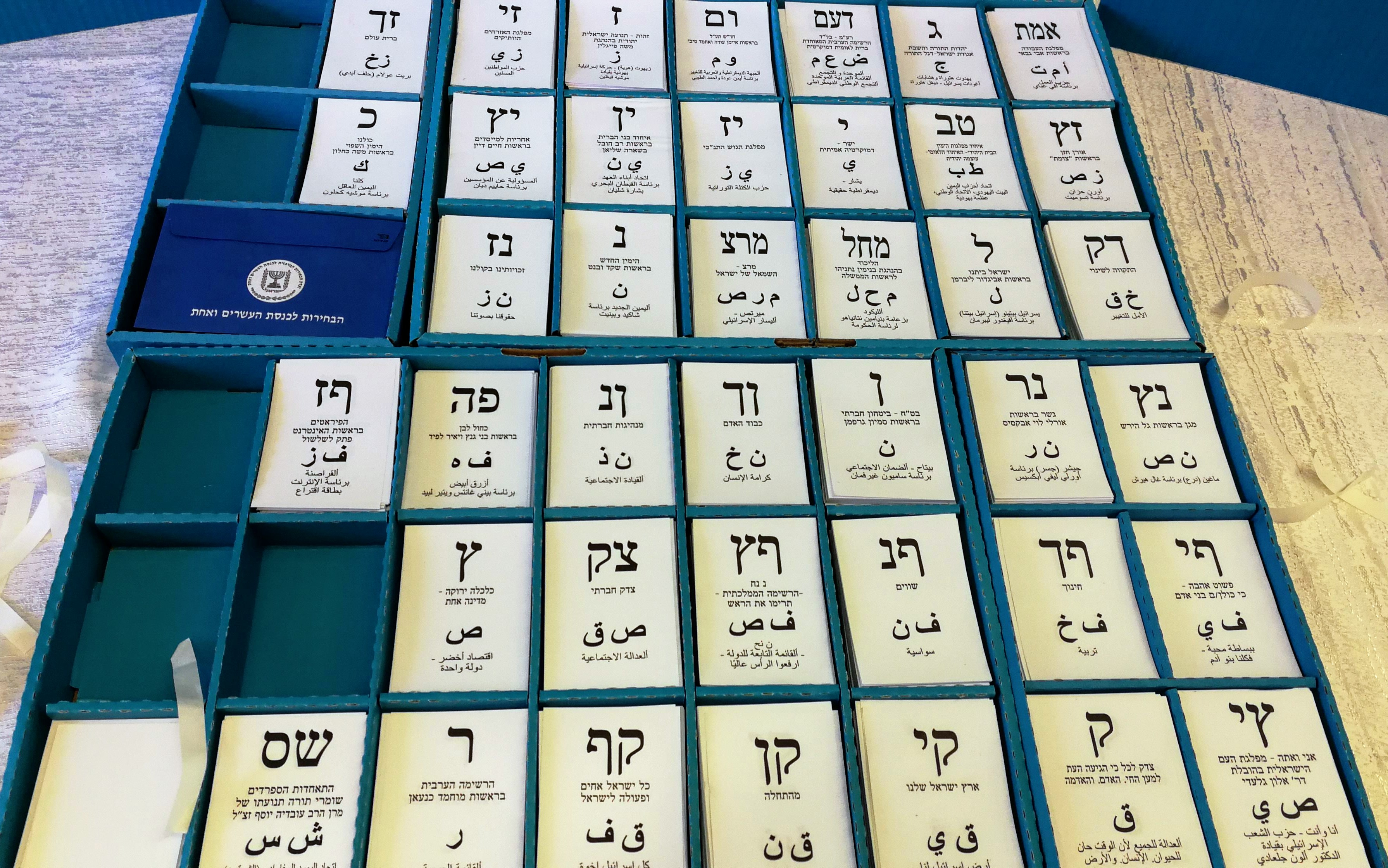
برگه‌های رأی انتخابات پارلمانی اسرائیل، ۲۰۱۹

در انتخابات سراسری اسرائیل برای کسب کرسی در کنست، هر حزبی که بتواند دست‌کم دو درصد آرا را به خود اختصاص دهد، می‌تواند وارد کنست شود.
احزاب سیاسی برای تشکیل دولت، حداقل به ۶۱ کرسی از پارلمان ۱۲۰ عضوی اسرائیل (نصف + یک) نیاز دارند و در صورت نداشتن حد انتصاب، ناچار به ائتلاف با دیگر احزاب سیاسی اسرائیل هستند. از زمان تأسیس کشور اسرائیل در سال ۱۹۴۸ میلادی، هیچ حزبی نتوانسته به تنهایی با به دست آوردن ۶۱ کرسی لازم، دولت را بدون ائتلاف با دیگر احزاب رقیب تشکیل دهد.

## کمسیون‌های کنست
کنست توسط کمسیون‌های دائمی و ویژه، به بررسی و تصویب قوانین و تنظیم فعالیت خود می‌پردازد. کمسیون‌های دائمی و ویژه که شمار آن‌ها ۱۵ فقره است عبارتند از:
- کمیسیون نظام‌نامه داخلی مجلس
- کمیسیون حقوقی و دادگستری
- کمیسیون امور اقتصادی
- کمیسیون دارائی
- کمیسیون امنیت و امور خارجی
- کمیسیون کشور و محیط زیست
- کمیسیون آموزش و پرورش
- کمیسیون علوم و تکنولوژی
- کمیسیون مهاجرت
- کمیسیون کار، رفاه و بهداشت
- کمیسیون مبارزه با مواد مخدر
- کمیسیون بازرسی کل کشور
- کمیسیون کارگران خارجی
- کمیسیون حمایت از کودکان
- کمیسیون حمایت از حقوق زن

## دوره‌های کنست

### ۱۸امین کنست
در تاریخ ۲۴ فوریه ۲۰۰۹ میلادی، اولین جلسه ۱۸امین دوره کنست با حضور شیمعون پرس، رئیس‌جمهوری اسرائیل و با حضور بیش از ۱۰۰۰ میهمان از جمله نمایندگان بیش از ۹۰ کشور جهان افتتاح شد. در ۱۸امین کنست دوازده حزب سیاسی حضور دارند. هیچ حزبی از اکثریت مطلق آرا برخوردار نیست اما راست‌گرایان در مجموع در موضع برتری قرار دارند.
همچنین باسابقه‌ترین عضو کنست، به نام مایکل ایتان از حزب لیکود، به عنوان رئیس ۱۸امین پارلمان منصوب شد.

## شبکه تلویزیونی کنست
شبکه کنست، تمامی جلسات عمومی کنست را به صورت زنده و به دو زبان عبری و عربی پخش می‌کند. بودجه این شبکه از سوی سازمان رادیو و تلویزیون اسرائیل تأمین می‌شود.

## قوانین ورود به کنست
بر اساس مقرراتی که از اوایل دسامبر ۲۰۱۶ در پارلمان اسرائیل وضع شد، مصادیق «پوشش نامناسب» برای ورود به پارلمان مشخص شد. بر اساس این قانون، افراد بالای ۱۴ سال اعم از کارکنان و بازدیدکنندگان اجازه ندارند با آستین حلقه‌ای، تاپ، دامن کوتاه، شلوار کوتاه و سه‌ربع، دمپایی و صندل و لباس‌هایی با شعارهای سیاسی وارد ساختمان کنست شوند.